# Quasar Equatorial Survey Team
El Quasar Equatorial Survey Team és una aliança d'empreses entre la Universitat Yale, la Universitat d'Indiana, i el Centro de Investigaciones de Astronomía (CIDA) per estudiar fotogràficament el cel. S'utilitza el telescopi de 48 polzades (1,22 m d'obertura) del telescopi Samuel Oschin a l'Observatori Palomar per fotografiar el cel mitjançant una càmera digital, una matriu de 112 dispositius de càrrega acoblades. Abans, s'havia utilitzat el telescopi Schmidt d'1,0 metres a l'Observatori Astronòmic Nacional de Llano del Hato a Veneçuela.